# Il porto di New York
Il porto di New York (Port of New York) è un film del 1949 diretto da László Benedek. Il film è conosciuto in Italia anche con il titolo La belva di New York.
Primo film in cui è accreditato Yul Brynner, è un film poliziesco statunitense a sfondo noir con Scott Brady, Richard Rober e K. T. Stevens.

## Trama
Due agenti federali, uno della dogana e uno della Narcotici, tentano di fermare la distribuzione di oppio da una nave ancorata nel porto di New York.

## Produzione
Il film, diretto da Laslo Benedek su una sceneggiatura di Eugene Ling e Leo Townsend con il soggetto di Arthur A. Ross e Bert Murray, fu prodotto da Aubrey Schenck per la Aubrey Schenck Productions e la Samba Films e girato a New York.

## Distribuzione
Il film fu distribuito negli Stati Uniti dal 28 novembre 1949 al cinema dalla Eagle-Lion Films e per l'home video dalla Hollywood Classics nel 1995 con il titolo Port of New York.
Alcune delle uscite internazionali sono state:
- in Svezia il 9 ottobre 1950 (Narkotika)
- in Finlandia il 5 gennaio 1951 (Hiipivä kuolema)
- in Germania Ovest il 6 gennaio 1951 (Rauschgiftbrigade)
- in Austria il 23 febbraio 1951 (Rauschgiftbrigade)
- in Francia il 25 aprile 1951 (La brigade des stupéfiants)
- in Portogallo il 23 ottobre 1951 (No Porto de Nova Iorque)
- in Grecia (Bloko sto limani tis Neas Yorkis)
- in Ungheria (New York kikötője)
- in Brasile (O Porto de Nova York)
- in Spagna (Puerto de Nueva York)
- in Italia (Il porto di New York)